# Trent Alexander-Arnold
Trent Alexander-Arnold  född 7 oktober 1998 i Liverpool, England, är en engelsk fotbollsspelare som spelar för den spanska klubben Real Madrid.
I maj 2018 blev Alexander-Arnold uttagen att representera det engelska landslaget vid VM 2018 utan att tidigare ha spelat någon match för A-landslaget.Under mästerskapet deltog Alexander Arnold i en match och det var den avgörande gruppfinalen mot Belgien. Säsongen 2018/2019 slog Trent Alexander-Arnold rekord för antalet assister för en försvarare på en Premier League säsong med antalet 12.
Alexander-Arnold blev sommaren 2023 utsedd till assisterande lagkapten för Liverpool.
5 maj 2025 stod det klart att Trent kommer ansluta till Real Madrid säsongen 25/26, han lämnar Liverpool efter 20 år i klubben.

## Meriter

### Liverpool
- Premier League: 2019/2020, 2024/2025
- UEFA Champions League: 2019
- FA-cupen: 2022
- Engelska Ligacupen: 2022, 2024
- Community Shield: 2022
- UEFA Super Cup: 2019
- VM för klubblag: 2019